# SK바이오팜
SK바이오팜 주식회사(영어: SK BIOPHARMACEUTICALS)는 대한민국의 제약바이오 기업으로, SK그룹 계열사이다. 중추신경계(CNS) 질환 치료제 및 항암 신약 개발에 주력하고 있으며, 본사는 경기도 성남시 분당구에 위치해 있다.

## 역사 및 현황
1993년 SK케미칼의 신약개발 연구소로 시작하여 2011년 4월 1일 SK 주식회사의 Life Science 사업부문을 단순ㆍ물적 분할하여 신설되었다.
2023년 8월 SK라이프사이언스랩스(SK Life Science Labs, 구 프로테오반트)를 인수하였다. Proteovant의 지분 60%를 약 620억원에 인수하였다.
2024년 12월 최태원 SK회장의 장녀가 SK바이오팜의 임원으로 승진하였다

## 사업 영역
SK바이오팜은 중추신경계 및 항암 신약 개발에 집중하고 있으며, 현재 8개 파이프라인을 개발 중이다. 또한, 방사성의약품치료제(RPT), 표적단백질분해(TPD) 등 차세대 모달리티 연구에도 주력하고 있다.

## 주요 제품 및 연구 개발

### 중추신경계(CNS) 질환 치료제

#### 세노바메이트(Cenobamate, 미국 제품명: XCOPRI®, 유럽 제품명: ONTOZRY®)
뇌전증 부분발작 치료제로, 미국 식품의약국(FDA) 승인을 받아 미국, 유럽에서 판매 중이다.

#### 솔리암페톨 (Solriamfetol, 제품명: SUNOSI®)
수면장애 치료제로, 미국과 유럽에서 판매되고 있다.

## 연구개발 및 해외 법인
SK바이오팜은 미국에 위치한 법인 SK Life Science를 통해 항경련제 세노바메이트(XCOPRI)의 판매를 담당하고 있으며, 미국에 본사를 둔 SK Life Science Labs는 표적 단백질 분해(TPD, Targeted Protein Degradation) 분야 연구개발을 진행하고 있다.
또한, 방사성의약품(Radiopharmaceutical Therapy, RPT)과 같은 신약 개발 분야의 연구도 진행하고 있다.